# Toksun
| Uigurische Bezeichnung          | Uigurische Bezeichnung |
| ------------------------------- | ---------------------- |
| Arabisch-Persisch (Kona Yeziⱪ): | توقسۇن ناھىيىسى        |
| Lateinisch (Yengi Yeziⱪ):       | Toⱪsun Naⱨiyisi        |
| Chinesische Bezeichnung         |                        |
| Kurzzeichen:                    | 托克逊县               |
| Umschrift in Pinyin:            | Tuōkèxùn Xiàn          |
| Umschrift nach Wade-Giles:      | Tʻo¹-kʻo⁴-hsün⁴ Hsien⁴ |

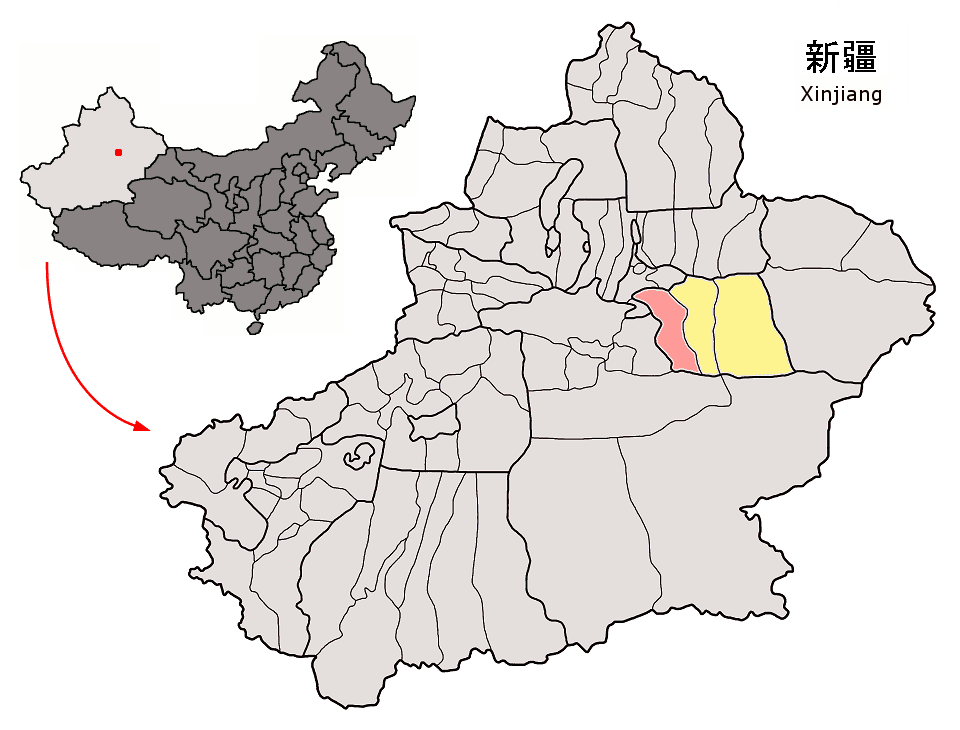
Lage von Toksun (rosa) im Regierungsbezirk Turfan

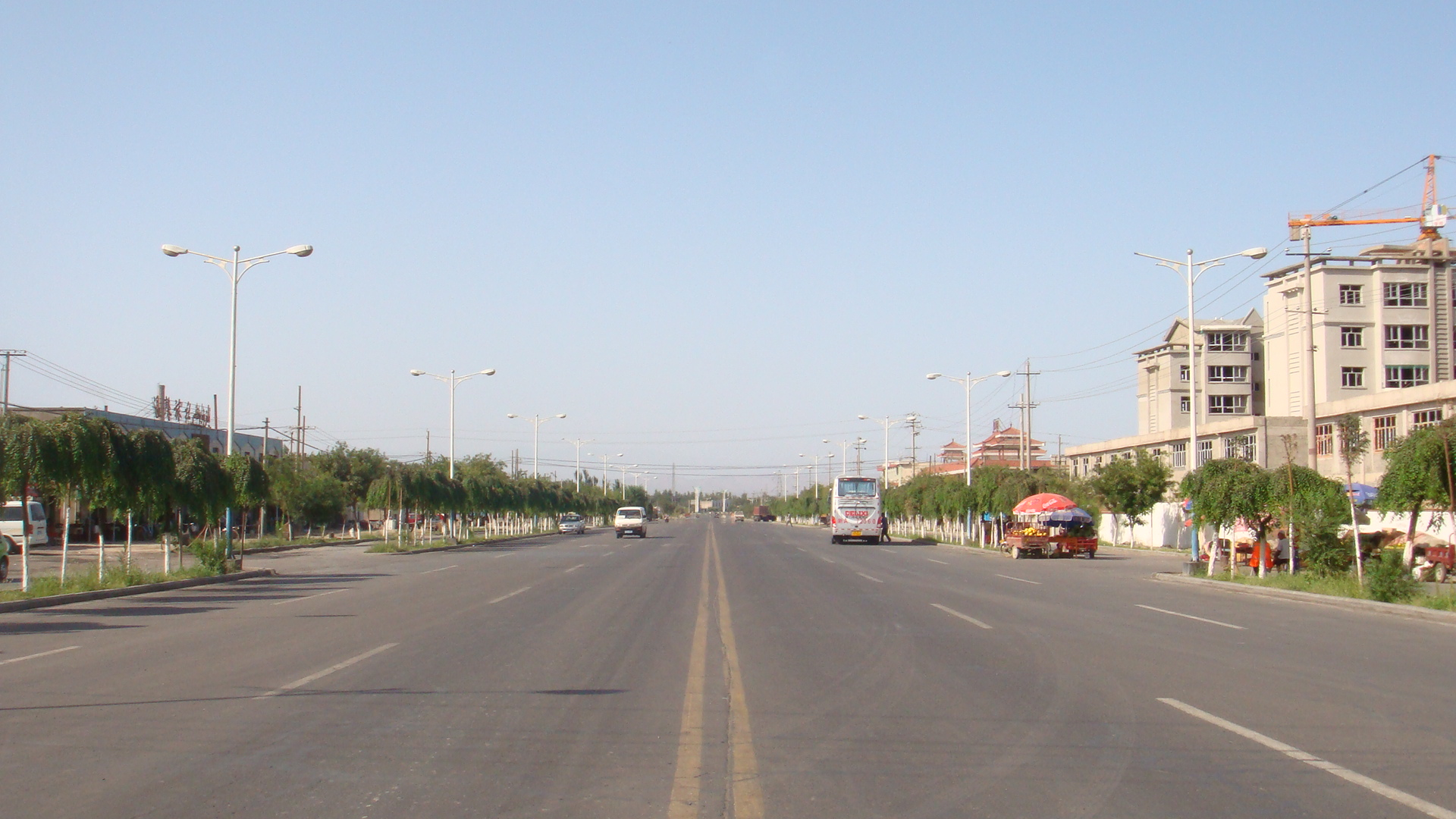

Toksun ist ein Kreis des Regierungsbezirks Turfan (Turpan) im Uighurischen Autonomen Gebiet Xinjiang der Volksrepublik China. Sein Hauptort ist die Großgemeinde Toksun (托克逊镇). 
Der Kreis Toksun hat eine Fläche von 16.171 km² und zählt 118.221 Einwohner (Stand: Zensus 2010).

## Administrative Gliederung
Der Kreis Toksun setzt sich auf Gemeindeebene aus fünf Großgemeinden und drei Gemeinden zusammen. Diese sind:
| Großgemeinde Toksun (托克逊镇), Sitz der Kreisregierung; Großgemeinde Kumishen (库米什镇); Großgemeinde Kujiayi (库加依镇); Großgemeinde Alehui (阿乐惠镇); Großgemeinde Yilahu (伊拉湖镇); | Gemeinde Xia (夏乡); Gemeinde Guolebuyi (郭勒布依乡); Gemeinde Bositan (博斯坦乡); |